# Landesregierung Kaiser I
Die Landesregierung Kaiser I bildete die Kärntner Landesregierung von 28. März 2013 bis 12. April 2018. Aufgrund des Proporzsystems waren in der Landesregierung drei Vertreter der Sozialdemokratischen Partei Österreichs (SPÖ) und je ein Vertreter der Freiheitlichen in Kärnten (FPK), der Österreichischen Volkspartei (ÖVP), der Kärntner Grünen (GRÜNE) und des Team Stronach (TS) vertreten. Realpolitisch herrschte in der Landesregierung eine Koalition zwischen SPÖ, der ÖVP und den Grünen, die am 26. März 2013 der Öffentlichkeit präsentiert wurde.

## Geschichte
Nach der Landtagswahl 2009 setzte sich die Landesregierung Dörfler II noch aus vier Vertretern der Freiheitlichen, zwei Landesräten der SPÖ und einem Landesrat der ÖVP zusammen, womit die FPK eine absolute Mehrheit in der Landesregierung hatte. Im Zuge verschiedener Korruptionsvorwürfen bzw. -verfahren wie der Part-of-the-Game-Affäre, der Causa Birnbacher und weiterer Ermittlungen gegen Personen aus dem Umfeld der FPK und BZÖ wegen Finanzierung von Parteiwerbung aus Landesmitteln fand am 3. März 2013 eine vorgezogene Landtagswahl statt, bei der die FPK eine schwere Niederlage erlitt. Die FPK verlor drei ihrer bisherigen vier Regierungssitze, im Gegenzug konnte die SPÖ zu ihren bisherigen zwei Regierungssitzen einen hinzugewinnen. Während die ÖVP ihren Regierungssitz hielt, gewannen die Kärntner Grünen und das Team Stronach erstmals einen Regierungssitz.
Nach der Landtagswahl nahm der Kärntner SPÖ-Chef Kaiser bereits am 5. März Gespräche mit den Parteichefs der Kärntner Parteien auf, wobei er lediglich eine Koalition mit der FPK ausschließen wollte. Gleichzeitig ließ Kaiser von Anfang an eine Präferenz für eine Dreierkoalition mit der ÖVP und den Grünen erkennen, da die drei Parteien über eine verfassungsgebende Mehrheit im Landtag verfügen. Die Grünen sprachen sich bereits nach der Wahl explizit für eine Dreierkoalition mit SPÖ und ÖVP aus. Rund eine Woche nach der Wahl nahm Kaiser schließlich Verhandlungen mit der ÖVP und den Grünen zur Bildung einer Dreierkoalition auf, wobei er zunächst bilaterale Verhandlungen und in der Folge Dreiergespräche führte. Am 26. März 2013 wurde der Öffentlichkeit letztlich das Arbeitsprogramm der Koalition und die Referatseinteilung der Landesregierung vorgestellt.
Bei der Besetzung der Regierungssitze sorgte insbesondere Christian Ragger für Schlagzeilen, da seine Wahl aufgrund parteiinterner Streitigkeiten bzw. Abspaltungstendenzen lange Zeit als unsicher galt. Der bisherige Landeshauptmann Gerhard Dörfler, der bisherige Landesrat Harald Dobernig sowie der Landtagsabgeordnete Hannes Anton hatten nach Aufforderung des neuen, designierten Parteichefs Ragger nämlich nicht auf ihre Landtagsmandate verzichten wollen, womit Ragger nur drei der sechs zukünftigen FPK-Landtagsabgeordneten hinter sich hatte. Da Ragger aber für seine Wahl zum Landesrat die Unterstützung von wenigstens vier der sechs Abgeordneten benötigte, war anfangs unsicher, ob die FPK den ihr zustehenden Regierungssitz überhaupt hätte besetzen können. Schließlich unterschrieben Dörfler, Dobernig und Anton den Wahlvorschlag für Ragger. Letztlich verzichteten Dobernig und Dörfler auch auf ihre Landtagsmandate, wobei Dörfler in den Bundesrat wechselte.
Am 23. Juni 2016 wurde Gernot Darmann als Nachfolger von Christian Ragger als Landesrat angelobt.
Im Juni 2017 beschloss der Kärntner Landtag mit den Stimmen der Regierungskoalition (SPÖ, ÖVP und Grüne) sowie des Teams Kärnten eine Reform der Landesverfassung und eine Abschaffung des Proporzes. Bis zur Landtagswahl 2018 waren in der Kärntner Landesregierung alle Parteien ab einer bestimmten Größe nach dem Prinzip des Proporzes vertreten, seit der Wahl 2018 sind nur noch jene Parteien vertreten, die sich auf eine Koalition einigen.

## Regierungsmitglieder
| Amt                                                     | Bild | Name                     | Partei | Partei                      | Zuständigkeitsbereiche                                                                                 |
| ------------------------------------------------------- | ---- | ------------------------ | ------ | --------------------------- | --- |
| Landeshauptmann                                         |      | Peter Kaiser             |        | SPÖ                         | Bildung, Personal und Innerer Dienst, Sport, Volksgruppenangelegenheiten, EU-Agenden, Feuerwehrwesen   |
| 1. Landeshauptmann-Stellvertreterin                     |      | Beate Prettner           |        | SPÖ                         | Gesundheit, Spitäler, Soziales, Senioren, Frauen, Jugend                                               |
| 2. Landeshauptmann-Stellvertreterin                     |      | Gabriele Schaunig-Kandut |        | SPÖ                         | Finanzen, Gemeinden (gemeinsam mit LR Benger)                                                          |
| Landesrat                                               |      | Christian Benger         |        | ÖVP                         | Wirtschaft, Land- und Forstwirtschaft, Tourismus, Kultur, Gemeinden (gemeinsam mit LR Schaunig-Kandut) |
| Landesrat                                               |      | Rolf Holub               |        | GRÜNE                       | Energie, Umwelt, Nachhaltigkeit, öffentlicher Verkehr                                                  |
| Landesrat                                               |      | Gernot Darmann           |        | FPÖ                         | Rechtliche Angelegenheiten, Jagd, Nationalparks; seit 23. Juni 2016, Nachfolger von Christian Ragger   |
| Landesrat                                               |      | Gerhard Köfer            |        | TS bzw. TK                  | Straßenbau, Fischerei                                                                                  |
| Vorzeitig ausgeschiedene Mitglieder der Landesregierung |      |                          |        |                             | |
| Landesrat                                               |      | Christian Ragger         |        | FPÖ (bis 28. Juni 2013 FPK) | Rechtliche Angelegenheiten, Jagd, Nationalparks                                                        |
| Landesrat (bis 8. Mai 2014)                             |      | Wolfgang Waldner         |        | ÖVP                         | |